# ليزلي برادلي
ليزلي برادلي (بالإنجليزية: Leslie Bradley)‏ هو ممثل بريطاني (وحمل سابقاً جنسية المملكة المتحدة لبريطانيا العظمى وأيرلندا)، ولد في 1 سبتمبر 1907 في المملكة المتحدة، وتوفي في 20 يوليو 1974 في الولايات المتحدة.

## وصلات خارجية
- ليزلي برادلي على موقع IMDb (الإنجليزية)
- ليزلي برادلي على موقع قاعدة بيانات الفيلم (الإنجليزية)